# Chrysops alajuelensis
Chrysops alajuelensis är en tvåvingeart som beskrevs av Burger 2002. Chrysops alajuelensis ingår i släktet Chrysops och familjen bromsar.
Artens utbredningsområde är Costa Rica. Inga underarter finns listade i Catalogue of Life.